# Göte Almqvist
Göte Augustin Almqvist  (* 25. Juni 1921 in Skellefteå; † 21. Dezember 1994 ebenda) war ein schwedischer Eishockeyspieler. 

## Karriere
Auf Vereinsebene spielte Göte Almqvist ausschließlich für seinen Heimatverein Skellefteå AIK. Von 1949 bis 1960 trat er mit seiner Mannschaft in der Division 1, der damals höchsten schwedischen Spielklasse, an. 

### International
Für Schweden nahm Almqvist an den Olympischen Winterspielen 1952 in Oslo teil, bei denen er mit seiner Mannschaft die Bronzemedaille gewann. Als bestes europäisches Team wurde Schweden zudem Europameister. Zudem stand er im Aufgebot seines Landes bei den Weltmeisterschaften 1953 und 1954. Bei der WM 1953 gewann er mit Schweden die Goldmedaille und wurde ebenfalls mit seinem Land Europameister. Bei der WM 1954 gewann er mit seiner Mannschaft die Bronzemedaille. 

## Erfolge und Auszeichnungen
- 1952 Bronzemedaille bei den Olympischen Winterspielen
- 1953 Goldmedaille bei der Weltmeisterschaft
- 1954 Bronzemedaille bei der Weltmeisterschaft